# SC-104 (konvooi)
SC-104 was een geallieerd scheepskonvooi tijdens de Tweede Wereldoorlog. Het konvooi bestond uit 48 schepen van verschillende nationaliteiten. Konvooi SC-104 werd voor het eerst waargenomen op 12 oktober 1942 door de U-258. De daaropvolgende konvooislag duurde van 12 tot 16 oktober 1942, en daar namen 10 Duitse onderzeeërs van de Wolfpack-Gruppe Wotan en 7 U-boten van Gruppe Leopard aan deel. De Britse Escortegroep B 6 met Cdr. Heathcote als konvooibevelhebber, bestond uit de torpedojagers HMS Fame en HMS Viscount en 4 Noorse korvetten Potentilla, Eglantine, Acanthus en Montbretia. Een reddingsschip, de Goatland, uitgerust met HF/DF-hoogfrequentie-richtingszoekers, nam eveneens deel met konvooi SC-104 dat van Sydney in de Canadese provincie Nova Scotia naar Groot-Brittannië voer.

## De strijd
De U-258 kwam in contact op 11 oktober 1942, maar door de slechte atmosferische weersomstandigheden en zichtbaarheid werd het waarnemingsrapport wel verzonden door de U-boot, maar niet eerder ontvangen dan op de 12e oktober. Een verder uitstel van waarnemingen van dit konvooi werd veroorzaakt door het waarnemen van een ander konvooi, ON-135.

### 12 / 13 oktober 1942
Alleen de U-221 kreeg het konvooi SC-104 in de nacht van 12 oktober in het oog en in zijn aanvallen op het konvooi bracht hij drie schepen tot zinken. De U-221 verloor het konvooicontact niet, zodat later op de dag de U-258, U-216, U-599 en U-607 zich bij hem voegden. Deze boten werden opgemerkt door de HF/DF-waarnemingen zodat de escorteschepen naar de U-boten afstormden en de U-258 met granaten en dieptebommen belaagden, maar de Duitse onderzeeboot kon echter ontsnappen.

### 14 oktober
Nadat ze een onderzeeër bijna hadden geplet met hun dieptebomladingen onder water, konden enkele escortevaartuigen het konvooi SC-104 niet onmiddellijk daarna terug inhalen in diezelfde nacht. De U-221 glipte door het bijna onbeschermde konvooi-opening en bracht die nacht twee schepen naar de zeebodem. Ook de U-607 en U-661 brachten elk een vrachtschip tot zinken. HMS Viscount beschadigde de U-607 tijdens een tegenaanval op deze U-boot. In de ochtend bracht de U-618 een schip tot zinken, terwijl de U-615 werd opgejaagd door het Noorse korvet Montbretia. Dit contact met de U-615 ging echter verloren maar het Noorse korvet kwam in contact met de U-216 die hij ook onmiddellijk daarna opjoeg en bestookte met zijn dieptebommen. Gruppe Leopard onderbraken hun aanvallen op een ander konvooi, ONS-136 en stortten zich op konvooi SC-104.

### 15 oktober
De escorteschepen van SC-104 wisten echter hun aanvallen af te slaan en schakelden alle verdere aanvallen van de U-boten uit. De Montbretia schakelde de U-661 technisch uit waarvan deze boven water moest komen, de Acanthus beschadigde de U-607 en de al beschadigde U-661 werd onder water geramd door HMS Viscount. De Potentilla en Eglantine brachten gezamenlijk schade toe aan de U-254. Ook op 15 oktober kwam geen enkele U-boot nader en dichter bij konvooi SC-104. HMS Fame zat de U-258 achterna en de Acanthus bestookte eveneens de U-599 en U-442 met zijn dieptebommen. Ook de luchtescorte, bestaande uit B-24 Liberator-bommenwerpers, joegen de U-437 en U-615 weg uit de buurt van het konvooi.

### 16 oktober
De volgende dag bleef de U-258 contact houden met SC-104, maar door de sterke aanwezigheid van de scheeps- en luchtescortes, werden geen vrachtschepen meer belaagd of nog getorpedeerd. De U-353 werd echter ontdekt door HMS Fame en voorgoed tot zinken gebracht, toen de torpedojager ook probeerde een aanval uit te voeren op de opgedoken U-571. Deze werd op hun beurt beschadigd door de Potentilla. Op 16 oktober werd de aanvalsoperatie van de Duitsers op konvooi SC-104 afgebroken.

## Schepen van konvooi SC-104 die getroffen werden
- 13 okt. 1942: U-221 - Hans-Hartwig Trojer - Ashworth - 5.227 ton - Groot-Brittannië
- 13 okt. 1942: U-221 - Hans-Hartwig Trojer - Fagersten - 2.342 ton - Noorwegen
- 13 okt. 1942: U-221 - Hans-Hartwig Trojer - Senta - 3.785 ton - Noorwegen
- 14 okt. 1942: U-221 - Hans-Hartwig Trojer - HMS LCM-508 [tr.] - 52 ton - Groot-Brittannië
- 14 okt. 1942: U-221 - Hans-Hartwig Trojer - HMS LCM-509 [tr.] - 52 ton - Groot-Brittannië
- 14 okt. 1942: U-221 - Hans-Hartwig Trojer - HMS LCM-519 [tr.] - 52 ton - Groot-Brittannië
- 14 okt. 1942: U-221 - Hans-Hartwig Trojer - HMS LCM-522 [tr.] - 52 ton - Groot-Brittannië
- 14 okt. 1942: U-221 - Hans-Hartwig Trojer - HMS LCM-523 [tr.] - 52 ton - Groot-Brittannië
- 14 okt. 1942: U-221 - Hans-Hartwig Trojer - HMS LCM-532 [tr.] - 52 ton - Groot-Brittannië
- 14 okt. 1942: U-221 - Hans-Hartwig Trojer - HMS LCM-537 [tr.] - 52 ton - Groot-Brittannië
- 14 okt. 1942: U-221 - Hans-Hartwig Trojer - HMS LCM-547 [tr.] - 52 ton - Groot-Brittannië
- 14 okt. 1942: U-221 - Hans-Hartwig Trojer - HMS LCM-620 [tr.] - 52 ton - Groot-Brittannië
- 14 okt. 1942: U-221 - Hans-Hartwig Trojer - HMS LCT-2006 [tr.] - 291 ton - Groot-Brittannië
- 14 okt. 1942: U-221 - Hans-Hartwig Trojer - Southern Empress - 12.398 ton - Groot-Brittannië
- 14 okt. 1942: U-221 - Hans-Hartwig Trojer - Susana - 5.929 ton - Verenigde Staten
- 14 okt. 1942: U-607 - Ernst Mengersen - Nellie - 4.826 ton - Griekenland
- 14 okt. 1942: U-618 - Kurt Baberg - SS Empire Mersey - 5.791 ton - Groot-Brittannië
- 14 okt. 1942: U-661 - Erich Lilienfeld (+) - Nikolina Matkovic - 3.672 ton - Joegoslavië

(tr.) Schip ondergebracht op een groter schip om te worden verscheept. De algemene verloren gegane tonnage werd meegerekend.
- 8 schepen tot zinken gebracht voor een totaal van 43,970 brt.
- 10 Landing Craft Infantry-vaartuigen voor een totaal van 759 ton (verloren gegaan aan boord van de Southern Empress.)

## Wolfpack-Gruppe Wotan
- U-216 - Kptlt. Karl-Otto Schultz
- U-221 - Kptlt. Hans-Hartwig Trojer*
- U-258 - Kptlt. Wilhelm von Mässenhausen
- U-356 - Kptlt. Georg Wallas
- U-410 - Kptlt. Kurt Sturm*
- U-599 - Kptlt. Wolfgang Breithaupt
- U-607 - Kptlt. Ernst Mengersen*
- U-615 - Kptlt. Ralph Kapitzky
- U-618 - Kptlt. Kurt Baberg*
- U-662 - Korvkpt. Wolfgang Hermann

## Wolfpack-Gruppe Leopard
- U-254 - Kptlt. Odo Loewe
- U-353 - Oblt. Wolfgang Römer
- U-382 - Kptlt. Herbert Juli
- U-437 - Kptlt. Werner-Karl Schulz
- U-442 - Korvkpt. Hans-Joachim Hesse
- U-620 - Kptlt. Heinz Stein
- U-661 - Oblt. Erich Lilienfeld* (+)

(*) = U-boten die vuurden met torpedo's of het dekkanon gebruikten
- De U-661 ging verloren in de konvooislag SC-104, maar op 16 oktober verging de U-353 met 6 doden en nog 39 overlevenden. Dan op 20 oktober ging de U-216 voorgoed naar onder en op 24 oktober verging de U-599 met alle hens aan boord. Dit was de laatste van de aanvallers op konvooi SC-104 die nog verloren ging.